# Lesser Slave River No 124
Le district municipal de Lesser Slave River No 124 (anglais : Lesser Slave River No. 124) est un district municipal de 2 929 habitants en 2011, situé dans la province d'Alberta, au Canada.

## Communautés et localités
Bourgs
- Slave Lake

Hameaux
- Canyon Creek
- Chisholm
- Flatbush
- Marten Beach
- Smith
- Wagner
- Widewater

Localités
- Assineau
- Chisholm Mills
- Decrene
- Hondo
- Kilsyth
- Mitsue
- Moose Portage
- Old Town
- Overlea
- Ranch
- Saulteaux
- Spurfield
- Tieland

Autres
- Port Cornwall

## Démographie
| 2011  | 2016  |
| ----- | ----- |
| 2 929 | 2 803 |